# La settima onda (album)
La settima onda è il 17º album in studio dei Nomadi, il primo pubblicato con i nuovi cantanti Danilo Sacco e Francesco Gualerzi, dopo la morte di Augusto Daolio.

## Descrizione
L'album contiene la canzone In favelas dove duettano i Nomadi e il gruppo cileno degli Inti-Illimani.

## Tracce
1. La settima onda – 4:25 (testo: Daniele Taurian – musica: Giuseppe Carletti e Odoardo Veroli)
2. Guai se… – 6:18 (testo: Daniele Taurian – musica: Giuseppe Carletti e Odoardo Veroli)
3. Donna – 4:11 (testo: Edi Toffoli – musica: Giuseppe Carletti, Odoardo Veroli ed Edi Toffoli)
4. Ladro di sogni – 4:34 (testo: Daniele Taurian – musica: Giuseppe Carletti e Odoardo Veroli)
5. Sassofrasso – 5:10 (testo: Romano Rossi – musica: Giuseppe Carletti, Odoardo Veroli e Romano Rossi)
6. In favelas – 3:43 (testo: Marco Petrucci – musica: Giuseppe Carletti, Odoardo Veroli e Marco Petrucci)
7. Vivo forte – 7:08 (testo: Daniele Taurian – musica: Giuseppe Carletti e Odoardo Veroli)
8. Un ricordo – 5:03 (testo: Romano Rossi – musica: Giuseppe Carletti, Odoardo Veroli e Romano Rossi)
9. Le poesie di Enrico – 4:21 (testo: Daniele Taurian – musica: Giuseppe Carletti e Odoardo Veroli)
10. Il musicista – 4:08 (testo: Devis Longo – musica: Giuseppe Carletti, Odoardo Veroli e Devis Longo)

## Formazione
- Danilo Sacco – voce, chitarra
- Beppe Carletti – tastiere
- Cico Falzone – chitarra
- Elisa Minari – basso
- Daniele Campani – batteria
- Francesco Gualerzi – voce, strumenti a fiato

## Classifiche

### Classifiche settimanali
| Classifica (1994) | Posizione massima |
| ----------------- | ----------------- |
| Italia            | 9                 |